# Keralai vörös eső

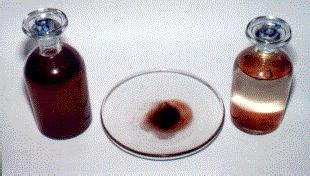
Esővízminta (balra), és ülepedés után (jobbra). Szárított üledék (középen)

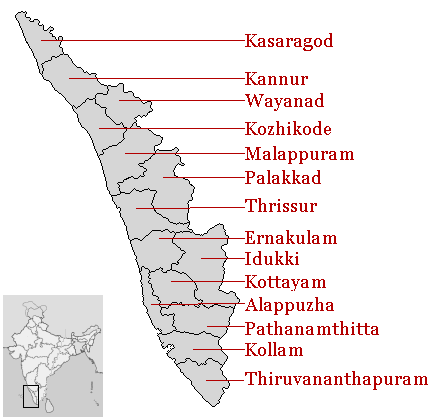
Kerala elhelyezkedése Indiában és a keralai körzetek

Vörös színű esőt először 2001. július 25-én észleltek az indiai Keralában. A vörös viharok nagy mennydörgés és hatalmas villámcsapások közepette szakadtak le az égből, és szeptemberig folytatódtak.
A karelai eső és a korábbi hasonló vörös esők esetében is számos alternatív elmélet született (pl. meteorrobbanásból származó por, földön kívüli egysejtű létformák stb.). Napjainkban tudományosan alátámasztott, hogy hasonló vörös esőket a Trentepohlia annulata alga spórája okozza.
Vörös színű esőkről már évszázadokkal korábbról is vannak feljegyzések. A 9. században vörös esőzések történtek Franciaországban, amit a krónikák „véresőként” jellemeznek.

## Az eset

Kottajam körzet Keralában, ahol a legtöbb vörös csapadék hullt

A keralai vörös esőzés 2001. július 25-én kezdődött az állam déli részén fekvő Kottajam és Idukki körzetben. Sárga, zöld és fekete esőről is beszámoltak. Számos további esetet írtak le az ezt követő 10 napon, majd szeptember végéig csökkenő frekvenciával. A helyiek szerint az elsőt hangos mennydörgés és villanás előzte meg, majd szürke „égett” leveleket hullató fák követték. Emellett hirtelen kútképződésről számoltak be. Általában kis – néhány négyzetkilométernél nem nagyobb – területen esett, és akár annyira lokalizált is lehetett, hogy a vörös esőtől néhány méterre nem esett vörös eső. A vörös esőzések általában 20 percnél rövidebbek voltak. Az esővízben milliliterenként mintegy 9 millió vörös részecske esett, ennek a vörös eső teljes becsült mennyiségére való kiterjesztése alapján 50 000 kg vörös részecske eshetett Keralán.